# Florin Zalomir
Florin Gelu Zalomir (* 21. April 1981 in Iași; † 3. Oktober 2022 in Otopeni) war ein rumänischer Säbelfechter.

## Sportliche Erfolge
Florin Zalomir wurde 2009 in Antalya mit der Mannschaft Weltmeister. Außerdem sicherte er sich mit ihr 2001 in Nîmes und 2010 in Paris jeweils die Bronzemedaille. Bei Europameisterschaften gewann er mit der Mannschaft 2006 in Izmir den Titel sowie 2009 in Plowdiw und 2012 in Legnano Silber. Im Einzel feierte er 2006 in Izmir mit Bronze seinen einzigen Medaillengewinn. Bei den Olympischen Spielen 2012 zog er in London mit der Mannschaft nach Siegen über China und Russland ins Finalgefecht ein, in dem die rumänische Equipe Südkorea mit 26:45 unterlag. Gemeinsam mit Rareș Dumitrescu, Tiberiu Dolniceanu und Alexandru Sirițeanu erhielt er somit die Silbermedaille. Im Einzel belegte er nach einer Niederlage gegen Gu Bon-gil in der zweiten Runde den 29. Rang. Nach den Spielen beendete er seine Karriere.

## Privatleben
Zalomir diente mehrere Jahre in der Fremdenlegion und war nach seiner Karriere als Polizist in Bukarest tätig. Er war zweimal verheiratet und hatte eine Tochter aus erster Ehe. Am 3. Oktober 2022 erschoss sich Zalomir im Alter von 41 Jahren in seinem Haus in Otopeni.